# Noble Johnson
Noble Johnson (Marshall, 18 de abril de 1881 – Yucaipa, 9 de janeiro de 1978) foi um ator estadunidense que iniciou sua carreira na era do cinema mudo, alcançando a era sonora, atuando em 145 filmes entre 1915 e 1950.[carece de fontes?] Afro-americano, destacou-se por incentivar o cinema negro numa época de grande preconceito racial nos Estados Unidos, fundando uma companhia cinematográfica, a Lincoln Motion Picture Company, dirigida especificamente para as plateias negras e que seria reconhecida como a primeira companhia a apresentar personagens negros comuns nos chamados “race film”, em vez de personagens caricatos, como era costume até então.

## Biografia
Afro-americano com um físico impressionante, na era do cinema mudo ele interpretou uma grande variedade de personagens de diferentes raças em uma infinidade de filmes, principalmente seriados, faroestes e filmes de aventura. Além de negros, ele também interpretou nativos americanos, latinos personagens exóticos, como árabes, zumbis, ou até mesmo um demônio no filme Dante's Inferno (1924).
Até o início dos anos 1960, havia muito poucos atores afro-americanos no Screen Actors Guild e, pela falta de oportunidades para os artistas negros, eles atuaram principalmente em filmes com elencos totalmente negros, que eram dirigidos para plateias também totalmente negras (nos Estados Unidos, eram conhecidos como Race film). Isso aconteceu até a década de 1960.
Noble foi grande amigo do ator Lon Chaney, do qual for a colega de escola no Colorado.
Johnson também foi um empreendedor, e em 1916 fundou seu próprio estúdio, para produzir os “race film”, feitos para o público afro-americano, estilo alternativo que foi ignorado pela indústria cinematográfica comum. O Lincoln Motion Picture Company,[carece de fontes?] que existiu até 1921, foi uma empresa toda de negros e foi a primeira a produzir filmes retratando os negros como pessoas reais em vez de caricaturas racistas. Johnson foi seguido nessa linha de filmes raciais por Oscar Micheaux e outros. Johnson, que tanto era o presidente da empresa quanto seu principal ator, ajudava a sustentar o estúdio atuando em produções de outras companhias, como por exemplo em 20,000 Leagues Under the Sea (1916).
O primeiro filme da Lincoln foi The Realization of a Negro's Ambition (1916).[carece de fontes?] Por quatro anos Johnson conseguiu manter a Lincoln nessa linha de compromisso com o cinema afro-americano. No entanto, ele relutantemente renunciou ao cargo de presidente em 1920, pois não poderia continuar sua vida de negócio duplo, mantendo tanto uma carreira exigente em filmes de Hollywood, quanto um estúdio.

## Carreira cinematográfica
Seu primeiro filme foi o curta-metragem Mr. Carlson of Arizona, em 1915, pela Lubin Manufacturing Company. Atuou em diversos seriados tais como Bull's Eye (1917), The Red Ace (1917), The Lure of the Circus (1918), The Midnight Man (1919), Lightning Bryce (1919) e The Adventures of Robinson Crusoe (1922), entre outros.
Nos anos 1920, Johnson apareceu em vários filmes mudos, entre eles The Four Horsemen of the Apocalypse (1921) com Rodolfo Valentino, o filme original de Cecil B. DeMille The Ten Commandments (1923), The Thief of Bagdad (1924) e Dante's Inferno (1924). Fez a transição para o cinema sonoro com o filme The Mysterious Dr. Fu Manchu (1929), como Li Po, depois em Moby Dick (1930), como Queequeg, e no filme de Boris Karloff The Mummy (1932) como "the Nubian". Ele também foi o Chefe Nativo no clássico King Kong (1933) (e na sequência The Son of Kong, 1933) e apareceu no filme clássico de Frank Capra Lost Horizon (1937). Um de seus últimos filmes foi o clássico de John Ford She Wore a Yellow Ribbon (no Brasil, Legião invencível), de 1949, em que atuou como o Chefe Nativo “Red Shirt”, ao lado de John Wayne.
Johnson retirou-se do meio cinematográfico em 1950. Seu último filme foi o Western "North of the Great Divide" (no Brasil, Barragem Maldita), lançado em 15 de novembro de 1950, pela Republic Pictures, ao lado de Roy Rogers.

## Vida pessoal e morte
Johnson morreu de causas naturais em 9 de janeiro de 1978, em Yucaipa, Califórnia, e foi sepultado no Garden of Peace at Eternal Valley Memorial Park, em Newhall, Santa Clarita, Califórnia.[carece de fontes?]

## Filmografia parcial
- Mr. Carlson of Arizona (1915)
- Intolerance: Love's Struggle Throughout the Ages (1916)[3]
- The Realization of a Negro's Ambition (1916)
- Bull's Eye (1917)
- The Red Ace (1917)
- The Lure of the Circus (1918)
- The Midnight Man (1919)
- Lightning Bryce (1919)
- The Four Horsemen of the Apocalypse (1921)
- The Wallop (1921)
- The Adventures of Robinson Crusoe (1922)
- The Ten Commandments (1923)
- The Haunted Valley (seriado, 1923)
- The Thief of Bagdad (1924)
- Dante's Inferno (1924)
- Ben-Hur: A Tale of the Christ (1925)
- When a Man Loves (1927)
- Vanity (1927)
- Topsy and Eva (1927)
- Sal of Singapore (1928)
- The Mysterious Dr. Fu Manchu (1929)
- The Yellow Cameo (seriado, 1929)
- Moby Dick (1930)
- East of Borneo (1931)
- The Most Dangerous Game (1932)
- The Mummy (1932)
- King Kong (1933)
- The Son of Kong (1933)
- Murder in Trinidad (1934)
- The Lives of a Bengal Lancer (1935)
- Lost Horizon (1937)
- Hawk of the Wilderness (seriado, 1938)
- Drums Along the Mohawk (1939)
- Frontier Pony Express (1939)[4]
- The Ranger and the Lady (1940)[5]
- North West Mounted Police (1940)
- The Ghost Breakers (1940)
- Jungle Book (1942)
- Unconquered (1947)
- She Wore a Yellow Ribbon (1949)
- North of the Great Divide (1950)